# Okręg wyborczy North Tyneside
Okręg wyborczy North Tyneside powstał w 1997 i wysyła do brytyjskiej Izby Gmin jednego deputowanego.

## Deputowani do brytyjskiej Izby Gmin z okręgu North Tyneside
| Wybory | Deputowany    | Partia       |
| ------ | ------------- | ------------ |
| 1997   | Stephen Byers | Partia Pracy |
| 2010   | Mary Glindon  | Partia Pracy |